# Zzxjoanw

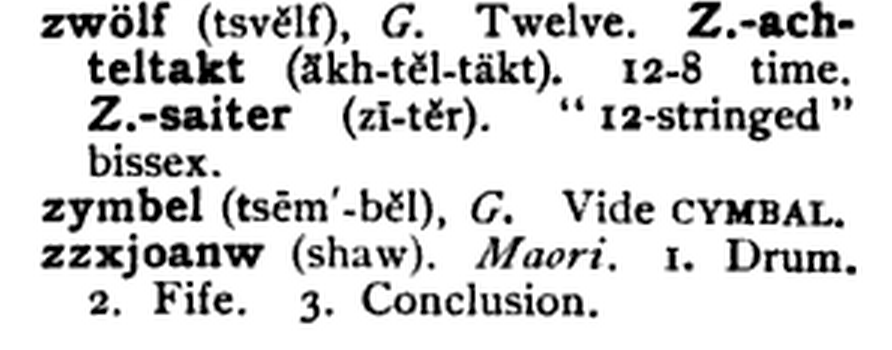
Mục từ trong lần xuất hiện đầu tiên năm 1903.

Zzxjoanw (có thể phiên âm: /ʃɔː/ SHAW) là mục từ trong một bộ bách khoa toàn thư tiếng Anh, bị coi là hư cấu và từng đánh lừa các nhà từ vựng học suốt nhiều năm. Mục từ này ghi rằng đây là một từ Māori với các nghĩa gồm "trống", "fife" và "kết thúc".